# Nesozineus puru
Nesozineus puru är en skalbaggsart som beskrevs av Maria Helena M. Galileo och Martins 2007. Nesozineus puru ingår i släktet Nesozineus och familjen långhorningar. Inga underarter finns listade i Catalogue of Life.